# صموئيل بير
صموئيل بير (بالإنجليزية: Samuel Beer)‏ هو صحفي وعالم سياسة أمريكي، ولد في 28 يوليو 1911، وتوفي في 7 أبريل 2009.